# Phasia testacea
Phasia testacea là một loài ruồi trong họ Tachinidae.